# GIANTS検定
GIANTS検定（じゃいあんつけんてい）とはプロ野球チーム・読売ジャイアンツに関するインターネット検定である。読売新聞社・読売ジャイアンツの協力で報知新聞社が主催する。

## 概要
GIANTS検定には3つのカテゴリーがあり、アトランダムで50問出題される。2007年度は全員が3級を受験する。また、2008年度からは2級も設定される（3級合格者のみ受験できる）。
- Gクラシック　（1936年-1974年）
- Gモダン （1975年-1992年）
- Gナウ　（1993年-）

### 合格認定委員会
メンバーは以下の通り。
- 長嶋茂雄（ジャイアンツ終身名誉監督）
- 船村徹（作曲家、日本音楽著作権協会会長）
- 徳光和夫（フリーアナウンサー）
- 福留強（聖徳大学教授）

## 第1回（2007年）受験要綱
- 試験期間　2007年10月1日-11月30日
- 受験料　2500円（クレジットカード決済のみ）
- 試験時間 45分
- 合格者特典 合格者全員に認定証・認定カードが送られ、受験者全員にも記念品（カードホルダー、クリアファイル）が贈られる。また、受験者全員の中から抽選で選手のサイン入り公式戦使用ボールやジャイアンツファン感謝デーの入場券が当たる（ファン感謝デーの入場券は10月末までの受験者から抽選）。なお、合格者は報知新聞紙面上でも発表される。

## 第2回（2008年）受験要綱
- 試験期間 2008年5月20日-
  - それ以外は上記第1回に準ずる。なお受験料の支払は郵便振替でも可能となった。